# Det korte liv
Det korte liv er en dansk kortfilm fra 2014, der er instrueret af Janus Metz Pedersen efter manuskript af ham selv og Kaspar Colling Nielsen. Filmen er baseret på en historie fra Kaspar Colling Nielsens roman Borgerkrigen i Danmark 2018-24 fra 2013.

## Handling
En fordrukken grønlænder forsøger i en brandert at begå selvmord, men fejler da hans arme er for korte til at nå aftrækkeren. Med afskudt kæbe går kirurger og sygeplejersker i gang med et forme en ny, og efter lang tid og en del fortørnelse over alt det arbejde, heler såret langsomt op. Den nye titaniumkæbe får ham til at ligne Kirk Douglas. Med et nyt mod på tilværelsen er han klar til udskrivelse.